# Ditladi
Ditladi é uma vila localizada no distrito Nordeste em Botswana. Possuía, em 2011, uma população estimada de 1 344 habitantes.